# غلين دي بوك
غلين دي بوك (مواليد 22 أغسطس 1971) هو لاعب كرة قدم. يلعب مع منتخب بلجيكا لكرة القدم. سبق له أن لعب في كأس العالم لكرة القدم مع منتخب بلاده.

## روابط خارجية
- غلين دي بوك على موقع الاتحاد البلجيكي (الإنجليزية)
- غلين دي بوك على موقع قاعدة بيانات كرة القدم.إي يو (الإنجليزية)
- غلين دي بوك على موقع ناشيونال فوتبول تيمز (الإنجليزية)
- غلين دي بوك على موقع كووورة